# Kate O'Mara
Pour les articles homonymes, voir O'Mara.
Kate O'Mara est une actrice anglaise, née le 10 août 1939 à Leicester, et morte le 30 mars 2014. Elle est connue pour sa prestation dans le feuilleton Dynastie, pour le rôle de Caress Morell, sœur d'Alexis Carrington Colby (interprété par Joan Collins).
Elle est aussi remarquée dans deux productions de la Hammer (Les Horreurs de Frankenstein, Les Passions des vampires), rejoignant ainsi les actrices plantureuses de ce studio anglais comme Barbara Shelley ou Yvonne Romain.
Elle fait également beaucoup d'apparitions dans des séries à la télévision, comme Chapeau melon et bottes de cuir, Doctor Who, Le Saint ou Absolutely Fabulous.

## Filmographie

### Cinéma
- 1968 : Le Monstre au scalpel (Corruption / Laser killer) de Robert Hartford Davis
- 1968 : La Grande Catherine (Great Catherine) de Gordon Flemyng
- 1968 : Le Ballet des espions (The Limbo line) de Samuel Gallu
- 1968 : Promenade de Donovan Winter (court-métrage)
- 1969 : La Haine des desperados de Henry Levin : La prostituée boiteuse
- 1970 : Les Passions des vampires (The Vampire Lovers) de Roy Ward Baker
- 1970 : Les Horreurs de Frankenstein (The horror of Frankenstein) de Jimmy Sangster
- 1974 : Top Secret (The tamarind seed) de Blake Edwards
- 1975 : Les Affamées du désir (Feelings / Whose child am I ?) de Gerry O'Hara
- 1977 : L'Ami inconnu (Tuntematon ystävä) de Lars G. Thelestam
- 1988 : The road to Ithaca de Kostas Dimitriou

### Télévision
- 1965 : Destination Danger (série, épisode "L'enlèvement")
- 1967-1968 : Le Saint (série, épisodes "Le Sosie", "Les Championnes", et "Les Faux-monnayeurs")
- 1968 : Les Champions (série, épisode "L'Appât")
- 1968 : Chapeau melon et bottes de cuir (série, épisode "Le visage")
- 1969 : Département S (série, épisode "Le Conducteur fantôme")
- 1972 : Amicalement vôtre (série, épisode "Des secrets plein la tête")
- 1972 : Jason King (série, épisode "Qui devra tuer ?")
- 1974 : Poigne de fer et séduction (série, épisode "Dépression nerveuse")
- 1978 : Le Retour du Saint (série, épisode "Vengeance")
- 1979 : The Plank d'Eric Sykes (court-métrage)
- 1985-1987 : Doctor Who (série)
- 1986 : Dynastie (série)
- 1992 : Absolutely Fabulous (série)
- 1993 : Doctor Who (série, épisode Dimensions in Time)
- 2001 : Les Condamnées (Bad Girls) (série)
- 2008 : Doctors (série)
- 2012 : Benidorm (série)